# Патолог
Патолог, патологист је научник који проучава природу, узроке и последице болести или смрти у биљном и животињском свету. Патолози се баве врло широким областима истражива у хуманој медицини, биологији и зоологији, која се заснивају на изучавању промена на нивоу ћелија ткива и органа, а настају као последице болести.

## Место и улога патолога у науци
Патолози се сматрају „споном“ између науке и медицине. Они могу да подучавају или спроводе рад и истраживање у научно истраживачким установама и лабораторијама, болницама, медицинским лабораторијама, школама и факултетима.
У медицинској патологији, патолог не раде директно са пацијентима (болесницима) већ свој рад спроводи са материјалом, претходно узетом од пацијента од стране других лекара. Патолог медицинске тестове раде на ткиву, секретима и другим узорцима како би се открило да ли је и која је врста болести присутна, у којем је стадијуму и којим током ће се развијати.
Традиционални клинички и патохистолошки показатељи у многим болестима (посебно онколошким), чија је вредност тестирана деценијама, важни су и неопходни за планирање начина лечења и предвиђање прогнозе. У том смислу патолози такође предлажу и могуће терапије за лечење одређених болести.
Патолог може бити присутан и на операцијама које захтевају брзу анализу узорка ткива за које се сумња да је оболело.
Вештине и особине које треба да поседује патолог
- Пажљивост, опрезност, прецизност, стрпљивост.
- Концептуални приступ и критички поглед.
- Емоционалну стабилност и способност суочавање са стресним ситуацијама.
- Способност аналитичко размишљање и памћења великог броја информација.
- Способност индивидуалног и тимског рада.
- Способност усменог и писменог изражавања идеја и мишљења.

Очекивања клиничара од патолога
Од налаза патолога клинички лекари, псоербно онколози очекују одговор на следећа питања:
- Да ли је болест малигне или бенигне природе и у ком је стадијуму развоја?
- Колики је ризик за повраћај болести?
- Колики је ризик смртности од малигног тумора?
- Каква ће бити релативна и апсолутна корист од примењеног системног лечења?

## Задаци патолога
- Тестирање ткива, секрета и других узорака, која обухватају све врсте сложених хистоморфолошких, хистохемијских и имунохистохемијских анализа.
- Испитивање узрока смрти након аутопсије леша
- Анализа безбедности примене појединих лекова и учешће у развоју нових лекова